# 久次米真吾
久次米 真吾（くじめ しんご、1979年3月28日 - ）は、日本のギタリスト、作曲家。株式会社ENISHI MUSIC代表取締役。

## 主な共演アーティスト
豆柴の大群,CHEMISTRY,Something ELse,絢香,松本英子,佐藤博,為岡そのみ,ゴースティブロウ,暮部拓哉,戸田和雅子,ラブハンドルズ,小田裕一郎,光上せあら,宮脇詩音,ラナイ,ユニスタイル,SA,RI,NA,エイジアエンジニア,ユニコ,ASUKA,紘毅,椎名慶治,恋,Sing-O,藤巻亮太,神宮司治,城南海,リュ・シウォン,あべりょう,福井まい,Honey L Days,JAMOSA,sabao,杉本善徳,ベッキー♪♯,初田悦子,高橋みなみ,YU-A,GILLE,ヤスミン,JUNO LEE,tetsuya,戸田奈々,TAMATE BOX,Crystal Kay,武藤彩未,高田純次

## 作品
- AKB48「so long !」 作曲
- さんみゅ〜「初雪のシンフォニー」 作曲[2]
- 紘毅「オオカミ少年」 作曲
- 泪橋学園女子カバー部「輪舞-revolution」 編曲
- ASUKA「約束」 作曲、編曲
- MEMI「今だよ、ここだよ」 作曲、編曲
- ハロプロ研修生「43度」作曲